# Pampoenkoekies
Les pampoenkoekies désignent des beignets de potiron constituant une spécialité de dessert dans la communauté afrikaner en Afrique du Sud. Ces boules de pâte à base de potiron, généralement de la courge musquée, sont mélangées à de la farine et des œufs, qui sont ensuite frits dans une poêle et saupoudrés de cannelle et de sucre.

## Préparation
La pâte des pampoenkoekies est similaire à celle d'une pâte à crêpes. De la farine, du sucre et de la levure sont mélangés à de la purée de citrouille, de l'œuf et du lait pour former une pâte lisse et épaisse. Des cuillerées de pâte sont frites jusqu'à ce qu'elles soient dorées et croustillantes avant d'être trempées dans une sauce au caramel. Ce beignet est service de préférence chaud ou tiède, la sauce au caramel étant facultative et pouvant être remplacée par du sucre.